# Mediji i odgoj
Od pojave prvog masovnog medija, novina, govori se o ulogama istih u ljudskoj svakodnevnici. Bilo kao medijatori u demokratskom procesu, kao sredstva širenja informacija i masovne kulture ili u vezi sa njihovim odgojnim ulogama. Uloga medija u odgoju djece i adolescenata postala je bitna sa nastankom televizije, kasnije i interneta.

## Od porodice do medija
Kada se govori o razvoju maloljetnika, spominje se termin socijalizacija, kao i agensi socijalizacije. Primarni agens je porodica, dok su sekundarni vršnjaci, škola te masovni mediji. Smatra se da porodica, kao primarni agens socijalizacije, polako gubi značaj. Ljudi su okrenuti egzistencijalnim problemima, a djeca se pritome sve više okreću školi, društvu i masovnim medijima, kao izvorima saznanja. Ovdje se posebno govori o televiziji i internetu. Razlog za veliko povjerenje koje televizija uživa kod publike je njena prezentativnost. Slika je privlačnija od zvuka i teksta, te čovjek pamti čak 50% onog što vidi.
Raspravu o uticaju televizije na djecu je započela Hilde Himelvajt, u djelu "Televizija i dijete", koje je objavila 1958. godine. U njemu je pisala o uticaju televizije na društveno i političko ponašanje djece, kao i odraslih. Od tada su nastale mnoge teorije koje su više ili manje važnosti pridavale televiziji, a sve rasprave su se bazirale na zaštitu djece. Sa pojavom interneta, pojavila se nova opasnost za djecu i mlade. Danas oni provode sate pred ekranom, komunicirajući sa vršnjacima, učeći, pišući školske zadatke, što samo po sebi nije zabrinjavajuće za roditelje. Ono na šta se usmjerava pažnja jeste pretjerana individualizacija, kao i opasnost od pedofila, na brojnim društvenim mrežama.

## Mišljenja o uticaju medija
Većina istraživanja su dovela do zaključka da televizija ima veliki uticaj na odgoj djece, posebno kada se govori o nasilju. Dijete, po istraživačima, ne samo da se svakodnevno navikava na nasilje, već i stiče uticaj da je ono poželjno i dovodi do željenog cilja, materijalnog ili drugog. Jedan od najpoznatiji teoretičara u ovoj oblasti je Albert Bandura, Amerikanac. On je 1973. godine utvrdio da se agresivno ponašanje, takođe, uči. On je istraživanjem pokazao da je veća vjerovatnoća za imitacijom modela kada je počinitelj nagrađen za djelo, nego kada je kažnjen. U članku "Škola za medije", koji je objavio američki psihijatar Verhajm, 1968. godine, stoji kako problem nije u tome da se djeca uplaše nasilja, već da se ne uplaše. Postoje i suprostavljena mišljenja, koja tvrde da nasilje ne djeluje na um djeteta u mjeri u kojoj se vjeruje ili da pojačava ona ponašanja koja je dijete već usvojilo. Većina istraživača su, ipak, Bandurini istomišljenici.

## Mjere zaštite
Jedan od najpoznatijih pokušaja korištenja televizije u pozitivne svrhe, jesu "Televizijske radionice za djecu", iz 1967. godine. Upravo iz toga je nastala Ulica Sezam, popularna emisija za predškolsku djeci, koja ih je učila čitanju. Principi na kojima bi se trebao zasnivati televizijski program i odnos prema djeci pri kreiranju istog, nalaze se u mnogim dokumentima. Poznat primjer iz Srbije je "Kodeks deca i mediji", iz 1993. godine. Ova pravila je uspostavila grupa "Prijatelji dece Srbije", a neki od njih se odnose na: slobodno izražavanje djeteta, scene nasilja, ravnopravan medijski tretman, maloljetne prestupnike i dr.
Uvedena su i pravila poput vremenskih zona, u okviru kojih određeni programi nisu smjeli biti emitovani. U SAD-u je jedna od posljednjih inovacija bio čip protiv nasilja. On bi, nakon instaliranja u televizor, mogao prepoznati neprikladan program za djecu. Kongres je Zakonom o komunikacijama, iz 1996, naredio da se ovaj čip ugradi u svaki televizor u SAD-u. Kasnije je ta odluka proglašena neustavnom, na osnovu toga da koči slobodu govora.
Mjere opreza koje su se odnosile na televiziju, ali i na filmsku industriju, su bile vezane za rangiranje programa. U filmskoj industriji o tome odlučuje Američko filmsko udruženje, te rangira svaki film na osnovu dobne prikladnosti. Postoje sljedeće oznake: G - generalna publika, PG - uz roditeljsku pratnju, PG-13 - prikladno za tinejdžere, R - mlađi od 17 uz pratnju roditelja, NC-17 - nije dozvoljeno za mlađe od 17, Unrated - za DVD i onlajn izdavanja.